# Saïga (numismatique)
Saiga ou Saïga, denier d'argent, principale pièce de monnaie mérovingienne pesant 21 à 23 grains.

## Présentation
Tacite a écrit que les Germains ont adopté les deniers d'argent des Romains et appellent cette pièce saïga. Ils divisent le saïga en trois parties comme le sou d'or qui devient leur monnaie nationale
Dans la loi des Alamans, Lex Alamannorum, il est écrit qu'un saïga est égal à un denier, il faut quatre saïgas pour faire un triens, et un triens est un tiers de sou. D'où un sou d'argent est égal à douze saïgas ou deniers alors que le sou d'or est égal à 40 deniers.
Le saïga est cité dans les lois que Thierry aux Alamans et que Clotaire a confirmé en 615.
Dans la loi des Bavarois, Lex Baiuvariorum, un saïga est égal à trois deniers. Il faut 12 saïgas pour faire un sou d'or.
Mais, dans le sud de la Germanie et les Gaules, il y a un denier particulier. Il leur faut douze deniers pour faire un sou d'or.
Les Francs apportent en Gaule leur denier national. Il en faut quarante pour faire un sou d'or.
Le saiga était une monnaie d'argent des mérovingiens, aussi appelée denier, douzième du sou d'argent qui était une monnaie de compte. Elle est peu utilisée au VIIe siècle, l'est plus au VIIIe siècle, et devient courante sous les carolingiens quand disparaît presque entièrement la monnaie d'or